# Stazione di Lisbona Campolide
La stazione di Lisbona Campolide è una stazione ferroviaria di Lisbona, in Portogallo. È uno dei nodi importanti della rete ferroviaria portoghese nel quale confluiscono la Linea di Cintura, la ferrovia del Sud e la ferrovia di Sintra. È composta di due sezioni, Campolide e Campolide-A; vi effettuano servizio i treni di CP Urbanos de Lisboa e dell'operatore privato Fertagus, treni merci e passeggeri interurbani.

## Storia
La stazione fa parte della sezione originale della linea di Sintra, tra le stazioni di Sintra e Alcântara Terra; è stata aperta all'esercizio il 2 aprile 1887. La connessione con la stazione di Lisbona Rossio è stata realizzata nel giugno del 1891.

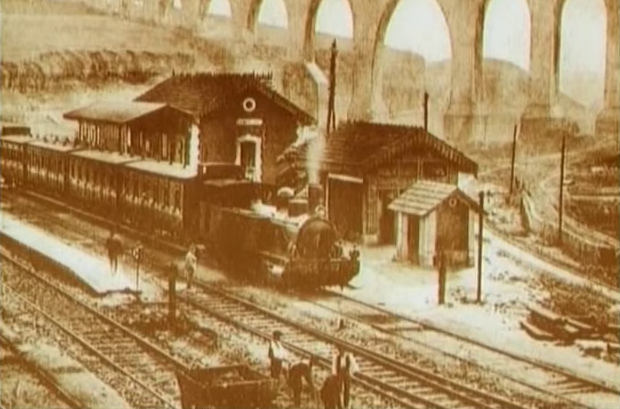
Stazione di Campolide prima della ricostruzione degli anni trenta del XX secolo

.

## Strutture e impianti
La stazione si compone di due sezioni denominate, "Campolide", per la linea di Sintra e "Campolide-A" quale terminale della linea del sud. Comprende uno scalo di smistamento e sosta, officine ferroviarie EMEF e uffici aziendali dell'impresa di manutenzione. In essa sbocca la galleria Rossio (portale nord) e l'accesso ferroviario al Ponte 25 de Abril; nella stazione di Campolide-A vi è il collegamento diretto con la stazione di Benfica della linea di Sintra.
Ha cinque binari della lunghezza tra 233 e 310 metri con banchine, alte 0,90 m, tra 236 e 287 metri di lunghezza.